# Gudingen
Die Gudingen ist eine Fähre der finnischen Reederei Ålandstrafiken.

## Geschichte
Das Schiff wurde unter der Baunummer 334 auf der Werft Laivateollisuus in Turku gebaut. Die Kiellegung fand am 12. Juni 1979 statt. Die Fertigstellung und Ablieferung des Schiffes an Ålands Landskapstyrelse erfolgte am 12. Februar 1980.
Die Fähre verkehrt wie auch die Skiftet zwischen Långnäs, Överö, Sottunga, Kökar und Galtby. Betrieben wird das Schiff von der Nordic Jetline Finland.

## Technische Daten und Ausstattung
Das Schiff wird von einem Wärtsilä-Vasa-Dieselmotor des Typs 12V 22B mit 1606 kW Leistung angetrieben. Der Motor wirkt über ein Getriebe auf einen Propeller. Das Schiff ist mit einem Bugstrahlruder ausgestattet.
Die Fähre verfügt über ein durchlaufendes Fahrzeugdeck mit drei Fahrspuren. Dieses ist über eine Bug- und eine Heckrampe zugänglich. Vor der Bugrampe befindet sich ein nach oben aufklappbares Bugvisier. Das Fahrzeugdeck ist im hintersten Bereich des Decks offen.
Unterhalb des Fahrzeugdecks befinden sich unter anderem der Maschinenraum und weitere technische Betriebsräume. Außerdem ist hier ein Aufenthaltsraum für Passagiere eingerichtet. Ein weiterer Aufenthaltsraum für Passagiere ist in den Decksaufbauten oberhalb des Fahrzeugdecks eingerichtet. Auf dem darüber liegenden Deck befinden sich Einrichtungen für die Schiffsbesatzung. Im hinteren Bereich der beiden Decks befinden sich jeweils offene Deckbereiche. Die Brücke des Schiffs befindet sich im vorderen Bereich der Decksaufbauten. Sie ist über die gesamte Breite geschlossen.
Das Schiff ist für die Küstenfahrt zugelassen. An Bord können 23 Pkw befördert werden. Es ist Platz für 195 Passagiere. Der Rumpf des Schiffes ist eisverstärkt (Eisklasse 1A).